# Giuseppe Turino
Giuseppe Turino (San Michele, 18 marzo 1914 – marzo 1967) è stato un calciatore italiano, di ruolo terzino.

## Carriera
Cresciuto nel "La Nicese" di Nizza Monferrato, nel 1933 si trasferisce all'Alessandria. Il 7 febbraio 1937 segnò all'87' il gol finale per lacsua squadra nella vittoria casalinga per 5-3 contro la Roma.

## Palmarès

### Club

#### Competizioni nazionali
- Serie C: 1

Varese: 1939-1940 (girone C)